# Ernst Hitzegrad
Ernst Hitzegrad (Fraustadt, 26 december 1889 - Traunstein, 14 december 1976) was een Duitse officier  en SS-Gruppenführer en Generalleutnant in de politie tijdens de Tweede Wereldoorlog. Hij was ook Befehlshaber der Ordnungspolizei (BdO) van het Protectoraat Bohemen en Moravië.

## Leven
Op 26 december 1889 werd Hitzegrad geboren in Fraustadt. Fraustadt maakte onderdeel uit van de provincie Posen in Pruisen. Op 9 maart 1909 behaalde hij zijn baccalaureaat.

### Eerste Wereldoorlog
Hitzegrad diende in het Deutsches Heer. Op 2 september 1914 werd hij geplaatst in het Reserve Infanterie-Regiment Nr 27. Daarna werd hij overgeplaatst naar de MG-compagnie in het 4e Legerkorps. Op 26 april 1916 werd Hitzegrad bevorderd tot Leutnant der Reserve (tweede luitenant militaire reserve). Hij diende in een machinegeweercompagnie tot 9 april 1918. Op 8 juni 1918 trouwde hij met Hildegrad Steinert. Het echtpaar kreeg een zoon. Op 10 januari 1919 nam hij ontslag uit de actieve dienst.

### Interbellum
Hitzegrad trad in dienst van de Keulse Sicherheitspolizei en hij werd op 1 juli 1923 bevorderd tot Polizeihauptmann (kapitein in de politie). Hij werd geplaatst bij de Schutzpolizei Altona. Daarna diende Hitzegrad van maart 1925 tot 1929 aan de politieschool van de Schutzpolizei Kiel. Vervolgens werd hij te werk gesteld aan de Höhere Polizeischule Potsdam-Eiche. Op 1 februari 1932 werd Hitzegrad lid van de NSDAP. Van augustus 1932 tot oktober 1932 was hij werkzaam in de administratie van politie in Keulen. Na de overname van de macht door nationaalsocialisten, wisselde Hitzegrad op 1 augustus 1933 van de Schutzpolizei naar de Landespolizei. En was van 20 april 1933 tot 15 oktober 1935 werkzaam als Gaufachschafsleiter (vrije vertaling: Gouwafdelingshoofd) in de Gau Köln-Aachen (Gouw Keulen-Aken). Op 1 januari 1934 werd Hitzegrad bevorderd tot Major der Landespolizei. Van 1 januari 1934 tot 30 september 1936 was hij werkzaam als administratief medewerker bij de bevelhebber van de Landespolizei in het Rijksministerie van Binnenlandse Zaken. In juni 1936 werd Hitzegrad bevorderd tot Oberstleutnant der Landespolizei. Hierna volgde zijn benoeming tot afdelingshoofd van het personeelsambt in het Kommando-Amt van het Hauptamt Ordnungspolizei, waarna Hitzegrad voor een korte periode toegevoegd werd aan de Einsatzstab des CdO für die Angliederung Österreichs (vrije vertaling: Inzetstaf van de Commandant van de Ordnungspolizei voor de Aansluiting van Oostenrijk). Hierna volgde zijn bevordering tot Oberst der Schutzpolizei. Na zijn bevordering werd hij meerdere malen ingezet als plaatsvervangend chef van het Kommando-Amt in het Hauptamt Ordnungspolizei.

### Tweede Wereldoorlog
Op 11 september 1939 werd Hitzegrad lid van de Schutzstaffel (SS), hij werd ingeschaald als SS-Standartenführer (kolonel) en geplaatst in de staf in het SS-Hauptamt. Op 1 april 1940 werd hij benoemd tot Inspekteur der Ordnungspolizei (IdO) van Berlijn. Hij diende tot 16 februari 1942 in deze functie. Vanaf 23 februari 1942 tot 1 september 1943 was Hitzegrad IdO van Dresden. Hierna volgde zijn benoeming tot Befehlshaber der Ordnungspolizei (BdO) van het Protectoraat Bohemen en Moravië. Hitzegrad bleef tot het einde van de Tweede Wereldoorlog in functie als BdO van het Protectoraat Bohemen en Moravië. Op 30 januari 1944 werd hij bevorderd tot SS-Gruppenführer en Generalleutnant der Polizei.
Op 9 mei 1945 werd Hitzegrad door het Rode Leger krijgsgevangen gemaakt. Hij werd geïnterneerd.

## Na de oorlog
Op 12 oktober 1950 werd Hitzegrad aan Tsjecho-Slowakije uitgeleverd. Van 23 augustus 1951 tot 25 augustus 1951 werd het proces in de Praagse staatsrechtbank gevoerd. Hij werd ter dood veroordeeld, samen met vier andere verdachten, voor misdaden begaan in het door Duitsland bezette Tsjechische Republiek.
Op 8 september 1953 werd het doodsvonnis van Hitzegrad echter omgezet in levenslange gevangenisstraf. In 1955 werd die omgezet in 25 jaar gevangenisstraf. In januari 1961 verzocht de vrouw van Hitzegrad de bondskanselier Konrad Adenauer om haar man te ruilen voor Tsjechische agenten. In december 1961, na bemiddeling door het Duitse Rode Kruis, werd Hitzegrad door Tsjecho-Slowakije geruild voor Tsjechische agenten met de voormalige commandant van de 254e Infanteriedivisie Richard Schmidt (1899-1977) en de toenmalige Wehrmachtsbefehlshaber, Rudolf Toussaint (1891- 1968), en overgebracht naar de Bondsrepubliek Duitsland.
Documenten van het Bureau voor de Documentatie en Onderzoek van de Misdrijven van het Communisme (Úřad dokumentace a vyšetřování zločinů komunismu, ÚDV) in Praag suggereren dat Hitzegrad werd gerekruteerd door de Tsjechoslowaakse Staatsveiligheidsdienst (StB) en na zijn vrijlating in West-Duitsland spioneerde hij voor Tsjechoslowakije.
Over het verdere verloop van zijn leven is niets bekend. Op 14 december 1976 stierf Hitzegrad in Traunstein. Een andere bron vermeldt Fridolfing als plaats van overlijden.

## Carrière
Hitzegrad bekleedde verschillende rangen in zowel de Politie als Allgemeine-SS. De volgende tabel laat zien dat de bevorderingen niet synchroon liepen.
| Datums            | Deutsches Heer       | Politie                                | Allgemeine-SS       |
| ----------------- | -------------------- | -------------------------------------- | ------------------- |
| 3 augustus 1914   | Wehrpflicht          | —                                      | —                   |
| 26 april 1916     | Leutnant der Reserve | —                                      | —                   |
| 1 juli 1923       | —                    | Polizeihauptmann                       | —                   |
| 1 januari 1934    | —                    | Major der Landespolizei                | —                   |
| 1 juni 1936       | —                    | Oberstleutnant der Landespolizei       | —                   |
| 20 april 1938     | —                    | Oberst der Schutzpolizei               | —                   |
| 11 september 1938 | —                    | —                                      | SS-Mann             |
| 11 september 1938 | —                    | —                                      | SS-Standartenführer |
| 9 november 1941   | —                    | Charakter als Generalmajor der Polizei | SS-Oberführer       |
| 9 december 1941   | —                    | Generalmajor der Polizei               | SS-Brigadeführer    |
| 30 januari 1944   | —                    | Generalleutnant der Polizei            | SS-Gruppenführer    |

## Lidmaatschapsnummers
- NSDAP-nr.:  1 050 605[1][4][8] (lid geworden 1 februari 1932[1][9])
- SS-nr.: 309720[1][4][8] (lid geworden 11 september 1938[1][9])

## Onderscheidingen
- IJzeren Kruis 1914, 1e Klasse[1][4][8] en 2e Klasse[1][4]
- Kruis voor Oorlogsverdienste, 1e Klasse[1][4][8] en 2e Klasse[1][4] met Zwaarden
- Gewondeninsigne 1918 in zilver[1][4][8]
- Erekruis voor Frontstrijders in de Wereldoorlog[1][4][8]
- Ehrendegen des Reichsführers-SS[4][8]
- SS-Ehrenring[4][8]
- Dienstonderscheiding van de Politie in goud[1]